# 呉京錫
呉 京錫（オ・ギョンソク、朝鮮語: 오경석）は、朝鮮民主主義人民共和国の政治家。咸鏡北道人民委員会委員長、最高人民会議代議員。清津市人民委員会委員長などを歴任した。

## 経歴
出生地や生年月日は不明。2014年3月9日に実施された最高人民会議第13期代議員選挙で代議員に選出された。その後清津市人民委員会委員長を経て、2018年1月9日に咸鏡北道人民委員会委員長に任命されていたことがわかった。同年11月26日に中国・吉林省を訪問し、景俊海吉林省省長と会談。中朝間での科学・文化・体育分野での協力や、観光などでの交流の推進で合意した他、長春市・吉林市・延辺朝鮮族自治州各中国共産党書記などと会談した。2019年3月10日に実施された最高人民会議第14期代議員選挙で代議員に再選された。

## 参考サイト
- 북한정보포털

| 先代李相官 | 咸鏡北道人民委員会委員長2018年 - | 次代現職 |